# پارادایم کربلا
پارادایم کربلا واقعهٔ کربلا را مدلی برای زندگی قرار می‌دهد و وقایع زندگی را بر مبنای آن تفسیر می‌کند. ایدث زانتو، استاد مطالعات مذهبی در دانشگاه آلاباما، پارادایم کربلا را مهم‌ترین دستاورد مطالعات شیعی تا به حال می‌داند.
مورخان، انسان‌شناسان، و دانشمندان علوم سیاسی به‌کرات به مناسک و مراسم محرم پرداخته‌اند. محمود ایوب و پیتر چلکوفسکی از اولین کسانی بودند که در آثارشان مناسک محرم را با مناسک توبه‌آمیز کاتولیک در چهارچوب تطبیق ادیان مقایسه کردند. در منطقهٔ جنوب آسیا (شبه قارهٔ هند) تأکید محققان بیشتر روی جنبه‌های اجتماعی و رستگارانهٔ مراسم عزاداری محرم بوده‌است. در خاورمیانه تا پیش از انقلاب اسلامی ایران، تحلیل‌های محققان عمدتاً در چهارچوب «شور کربلا» بود و آن را قابل قیاس و مشابه با مراسم عید پاک مسیحیان می‌دانستند. اما پس از انقلاب اسلامی ایران، محققان به سیاسی کردن تحلیل‌هایشان گرایش پیدا کردند مخصوصاً با تمرکز روی آثار علی شریعتی.
مایکل فیشر، انسان‌شناس آمریکایی، اولین کسی بود که از اصطلاح «پارادایم کربلا» برای تمییز مراسم محرم شیعیان از مراسم مسیحیان و نیز نقش این مراسم در تمییز جوامع شیعه از سایر جوامع مسلمان از جمله سنی‌ها استفاده کرد. به نوشتهٔ فیشر، پارادایم کربلا «مدل‌هایی برای زندگی کردن و اندیشیدن به اینکه چگونه باید زیست فراهم می‌کند».
در سال ۱۹۸۳، نیکی کدی، مورخ آمریکایی، در کتاب خود با عنوان دین و سیاست در ایران: شیعه‌گرایی از سکوت‌گرایی تا انقلاب برای درک بهتر پارادایم کربلا روی یک دوگانگی دست گذاشت. مری ایلین هگلند با تغییر زیرعنوان کتاب کدی به «سازگاری و انقلاب»، ارجاعات بیشتری به گفتمان‌های سیاسی را در کتاب فراهم آورد. دوگانگی اشاره‌شده توسط کدی مورد توجه سایر محققان قرار گرفت. به‌طور مثال مایکل گیلزنان ضمن مقایسهٔ ایران و لبنان، سکوت‌گرایی را در مقابل انقلابی‌گری قابل قیاس با پرهیزگاری منفعل در برابر فعال دانست. به مرور زمان، برداشت سیاسی و این حالت دوگانه — که تا حد زیادی برگرفته از آثار شریعتی است — بر پارادایم کربلا غالب شد.. در میان روشنفکران معاصر داریوش همایون نیز مباحث بسیاری را در مورد پارادایم کربلا و مختصات آن طرح و انتقادات فراوانی را به این پارادایم و به ویژه کاربرد آن در سیاست وارد کرده است.
طنین حالت انقلابی عمدتاً در آثار و سخنرانی‌های ایدئولوگ‌های مذهبی ایرانی مانند علی شریعتی دیده می‌شود که در دهه‌های قبل از انقلاب اسلامی روایت کربلا را به «بیانیهٔ انقلابی» تبدیل کرده بود. طبق نظر شریعتی در تشیع علوی و تشیع صفوی، شیعه دو نوع دارد: نوع اول مطابق با تشیع علی بن ابی‌طالب، «پاک، عادل و مردمی» بود. نوع دوم «تشیع صفوی، دنیوی، تقوای تحریف‌شدهٔ نخبگان علمی و علما» بود. به گفتهٔ شریعتی، «تشیع دنیوی» به آن روحانیونی تعلق داشت که بیشتر نگران جزئیات انجام مراسم مذهبی هستند تا مبارزه با رژیم‌های فاسد. شریعتی با  انتخاب تشیع علوی به عنوان تشیع راستین و تقبیح تشیع علما و روحانیون، بر «الگوبرداری فعال از حسین در قالب شورش فعال علیه حاکمان فاسد» تأکید ورزید، زیرا وی خود سعی در احیای جریان‌های انقلابی تشیع در ایران داشت و قیام حسین را به عنوان «الگوی قیام علیه شاه و قدرت‌های خارجی امپریالیستی» نشان داد. او نبرد کربلا را از روایتی «مذهبی–تاریخی» به یک الزام اخلاقی و سیاسی برای شورش علیه طاغوت یا بی‌عدالتی تبدیل کرد.
دوگانهٔ مورد اشارهٔ شریعتی در اظهارات سید روح‌الله خمینی و سید علی خامنه‌ای و دست‌پروردگان لبنانی‌شان یعنی حزب‌الله و سید محمدحسین فضل‌الله به وضوح نمود پیدا کرده‌است. اینان خود را مدرن، منطقی، و انقلابی می‌دانند و در عوض مخالفانشان را سنتی، مرتجع، غیرمنطقی، احساسی، و از لحاظ سیاسی منفعل می‌پندارند. با استفاده از اصطلاحات گیلزنان، حزب‌الله فعال است در حالی که جنبش امل منفعل است. به‌طور مشابه، طرفداران سید صادق حسینی شیرازی در سوریه منفعل و غیرسیاسی هستند.

## یادداشت
1. ↑  Edith Szanto
2. ↑  Michael M. J. Fischer
3. ↑  Mary Elaine Hegland
4. ↑  Michael Gilsenan